# Перон
Вижте пояснителната страница за други значения на Перон.
Перонът е съоръжение в железопътния транспорт, предназначено за улесняване на достъпа на пътници до пътнически влакове. Представлява дълга площадка, успоредна на коловоз и издигната над нивото на релсовия път, близо до нивото на пода на вагоните. Пероните са основна част от пътническите гари и метростанции.
Подобни съоръжения, предназначени за товарене и разтоварване на влакове, се наричат товарни рампи.